# Tinh nữ lang

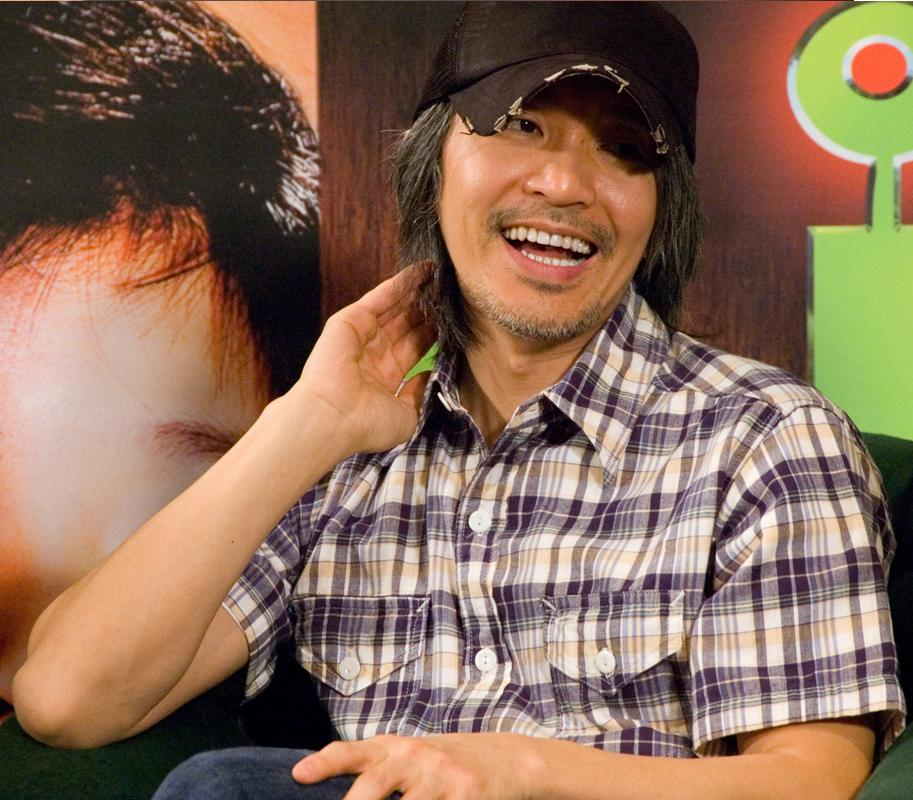
Các nữ diễn viên đóng chung với Châu Tinh Trì thường được gọi là "Tinh nữ lang".

"Tinh nữ lang" (tiếng Trung: 星女郎; bính âm: xīng nǚ láng) là một biệt danh hay được đặt cho các nữ diễn viên đóng chung với Châu Tinh Trì, thường trong vai vợ hoặc người yêu của nhân vật do Châu Tinh Trì thủ vai. Rất nhiều trong số các "Tinh nữ lang" là các nữ diễn viên trẻ, ít tên tuổi nhưng nhanh chóng được báo chí và người hâm mộ quan tâm nhờ vai diễn bên cạnh Châu Tinh Trì, và thành công của họ trong bộ phim cũng thường được cho là một phần dựa vào danh tiếng của Châu. Một ví dụ cho các "Tinh nữ lang" là Trương Vũ Ỷ (张雨绮), ngôi sao trẻ từng được coi là "truyền nhân" của Châu Tinh Trì sau khi đóng bộ phim Siêu khuyển thần thông – bộ phim cuối cùng cho đến nay trong sự nghiệp diễn xuất của Châu Tinh Trì. Chữ "Tinh" (星) trong "Tinh nữ lang" vừa để nói tới ngoại hiệu của Châu Tinh Trì trong làng điện ảnh Hồng Kông là Tinh gia  (星爷) và cũng gợi tới từ Minh tinh (明星) hay dùng cho các ngôi sao điện ảnh và người nổi tiếng.
Tuy thường được dùng để chỉ các diễn viên mới còn ít tên tuổi, nhưng không phải "Tinh nữ lang" nào cũng là các nữ diễn viên vô danh bởi Châu Tinh Trì, đặc biệt là vào giai đoạn đầu sự nghiệp, cũng lựa chọn một số ngôi sao tên tuổi của điện ảnh Hồng Kông và Trung Quốc làm bạn diễn như Triệu Vy – bạn diễn chính của Châu trong Đội bóng Thiếu Lâm hay Củng Lợi – người vốn đã nổi tiếng trong vai trò một Mưu nữ lang của đạo diễn Trương Nghệ Mưu trước khi đóng chung với Châu Tinh Trì trong hai bộ phim vào thập niên 1990. Một số "Tinh nữ lang" sau thành công ban đầu với vai diễn bên cạnh Châu Tinh Trì đã gây dựng được sự nghiệp diễn xuất thành công hoặc vị trí riêng trong làng giải trí, có thể kể tới bạn diễn của Châu trong Vua hài kịch là Trương Bá Chi với vai diễn đầu tiên trong sự nghiệp của cô, Hoàng Thánh Y – người có một vai phụ trong Tuyệt đỉnh Kungfu, hay Trương Vũ Ỷ. Kể từ sau Siêu khuyển thần thông (2007), Châu Tinh Trì đã ngừng diễn xuất trong các bộ phim của ông, vì vậy "Tinh nữ lang" từ thập niên 2010 đến nay thường để chỉ các diễn viên được Châu lựa chọn đóng vai chính trong phim do ông đạo diễn và sản xuất như Ngạc Tĩnh Văn – nữ diễn viên chính của Tân vua hài kịch.
Một trường hợp ngoại lệ đối với "Tinh nữ lang" là Uyển Quỳnh Đan (苑瓊丹), nữ diễn viên đồng niên (chỉ kém Châu 1 tuổi) xuất hiện trong rất nhiều phim với Châu Tinh Trì trong thập niên 1990 nhưng chủ yếu là trong các vai phụ mang nhiều yếu tố hài hước và ngoại hình không được trau chuốt như các "Tinh nữ lang" trẻ tuổi khác.

## Danh sách

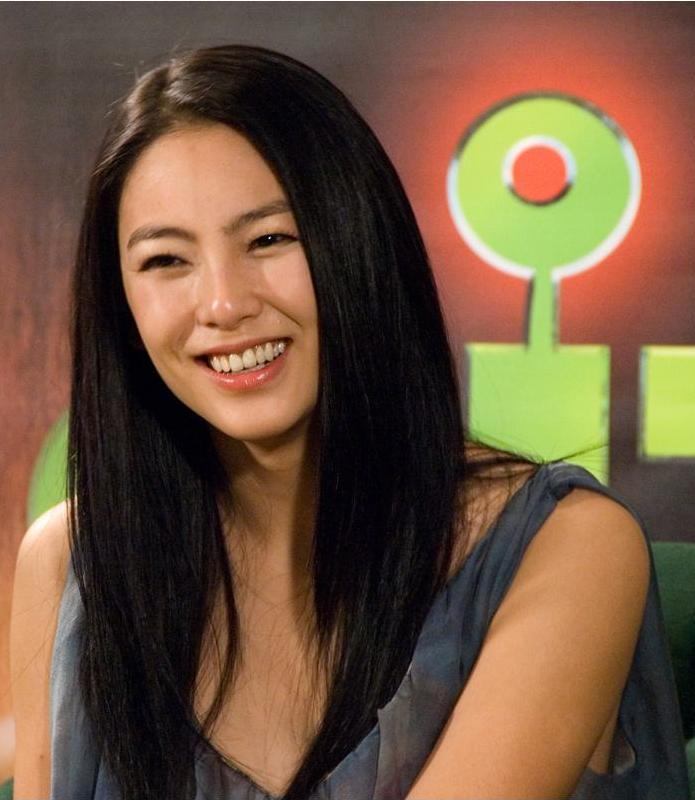
Trương Vũ Ỷ trở nên nổi tiếng sau khi đóng chung với Châu Tinh Trì trong Siêu khuyển thần thông.

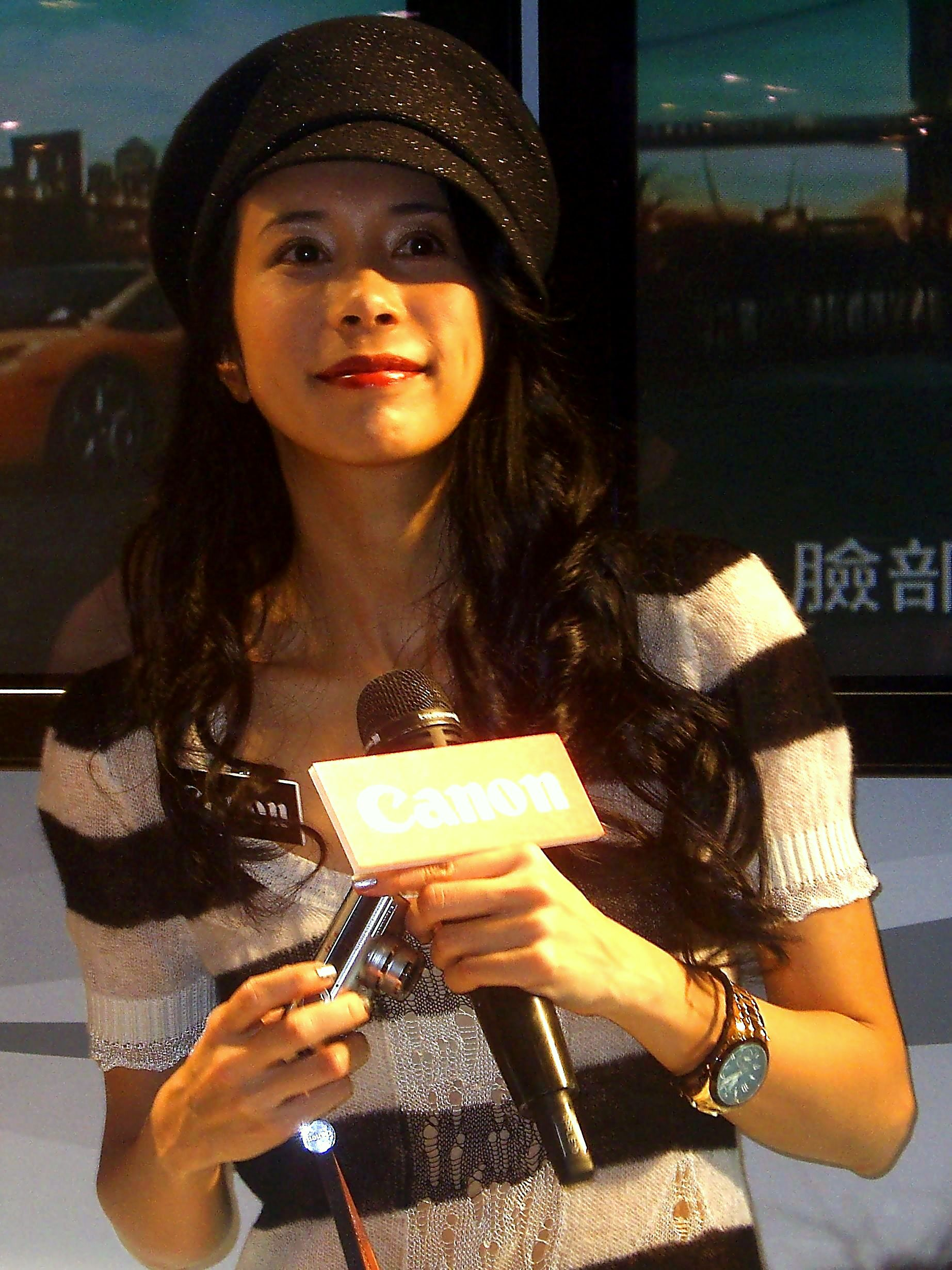
Mạc Văn Úy đã đóng chung với Châu Tinh Trì trong năm bộ phim.

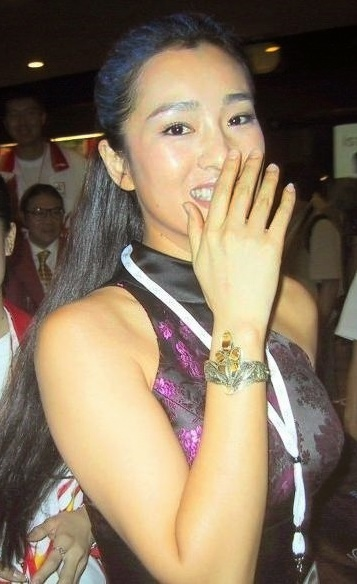
Vốn đã nổi tiếng trong các bộ phim của Trương Nghệ Mưu, Củng Lợi cũng được coi là một "Tinh nữ lang" với hai vai diễn bên cạnh Châu Tinh Trì.

| Nữ diễn viên                                                                          | Phim đầu tiên đóng chung với Châu Tinh Trì | Các phim khác đóng chung với Châu |
| ------------------------------------------------------------------------------------- | ------------------------------------------ | --- |
| Trương Mẫn                                                                            | Tình anh thợ cạo (1988)                    | Thánh bài (1990), Thánh bài II (1991), Thánh bài III(1991)**, Tân Tinh Võ Môn I(1991), Tân Tinh Võ Môn II(1991), Trường học Uy Long I (1991), Trường học Uy Long II (1992), Tân Lộc Đỉnh ký I (1992), Tân Lộc Đỉnh ký II: Thần Long giáo (1992), Trường học Uy Long III (1993), Vua ăn mày (1992), Quan xẩm lốc cốc (1994) |
| Lợi Trí                                                                               | Long tại thiên nhai (1989)                 | |
| Châu Huệ Mẫn                                                                          | Giang hồ máu lệ (1989)                     | |
| Ngô Quân Như                                                                          | Thư hùng song lạt (1989)                   | Tình yêu và cuộc đời (1990), Thánh bài (1990), Vô địch hạnh vận tinh (1990), Tình thánh (1991), Thánh bài III (1991), Chuyện hỉ trong nhà (1992), Tân Lộc Đỉnh ký I (1992), Hoàng tử bánh trứng** (1998) |
| Hồ Huệ Trung                                                                          | Tiểu thâu A Tinh (1990)                    | |
| Trần Đức Dung                                                                         | Sư huynh trúng tà (1990)                   | Tân Lộc Đỉnh ký (1992), Tân Lộc Đỉnh ký II: Thần Long giáo (1992) |
| Ann Bridgewater                                                                       | Vượt thiên nhai (1990)                     | |
| Mao Thuấn Quân                                                                        | Long đích truyền nhân (1990)               | Tình thánh (1991), Chuyện hỉ trong nhà (1992) |
| Trần Pháp Dung                                                                        | Thánh bài II (1991)                        | |
| Uyển Quỳnh Đan                                                                        | Trường học Uy Long I (1991)                | Xẩm xử quan (1992), Vua ăn mày (1992), Đường Bá Hổ điểm Thu Hương (1993), Tế Công (1993), Đại nội mật thám (1996), Thần ăn (1996), Vua bịp 2000 (1999) |
| Củng Lợi                                                                              | Thánh bài III (1991)                       | Đường Bá Hổ điểm Thu Hương (1993) |
| Khâu Thục Trinh                                                                       | Chuyên gia xảo quyệt (1991)                | Tân Lộc Đỉnh ký I (1992), Tân Lộc Đỉnh ký II: Thần Long giáo (1992), Trạng sư xảo quyệt (1997) |
| Quan Chi Lâm                                                                          | Chuyên gia xảo quyệt (1991)                | |
| Chu Ân                                                                                | Trường học Uy Long II* (1992)              | Đại thoại Tây du (1994) |
| Mai Diễm Phương                                                                       | Xẩm xử quan (1992)                         | Nữ cờ bạc bịp (1991), Trường học Uy Long III (1993) |
| Lâm Thanh Hà                                                                          | Tân Lộc Đỉnh ký I (1992)                   | Tân Lộc Đỉnh ký II: Thần Long giáo (1992) |
| Lý Gia Hân                                                                            | Tân Lộc Đỉnh ký II (1992)                  | |
| Trương Mạn Ngọc                                                                       | Chuyện hỉ trong nhà (1992)                 | Tế Công (1993) |
| Châu Hải My                                                                           | Trường học Uy Long III (1993)              | |
| Chung Lệ Đề                                                                           | Love on Delivery (1994)                    | Quan xẩm lốc cốc (1994), Thần ăn** (1996), Chuyện hỉ trong nhà** (1997) |
| Thái Thiếu Phân                                                                       | Quan xẩm lốc cốc (1994)                    | Đại thoại Tây du (1994) |
| Mạc Văn Úy                                                                            | Đại thoại Tây du (1994)                    | Chuyên gia bắt ma (1995), Thần ăn (1996), Trạng sư xảo quyệt (1997), Vua hài kịch (1999), Đội bóng Thiếu Lâm** (2001) |
| Viên Vịnh Nghi                                                                        | Quốc sản 007 (1994)                        | |
| Lương Vịnh Kỳ                                                                         | Bách biến tinh quân (1995)                 | |
| Lưu Gia Linh                                                                          | Đại nội mật thám (1996)                    | |
| Lý Nhược Đồng                                                                         | Đại nội mật thám (1996)                    | |
| Thư Kỳ                                                                                | Hoàng tử bánh trứng (1998)                 | Tây du ký: Mối tình ngoại truyện*** (2013) |
| Trương Bá Chi                                                                         | Vua hài kịch* (1999)                       | Đội bóng Thiếu Lâm** (2001) |
| Triệu Vy                                                                              | Đội bóng Thiếu Lâm (2001)                  | |
| Hoàng Thánh Y                                                                         | Tuyệt đỉnh Kungfu* (2004)                  | |
| Trương Vũ Ỷ                                                                           | Siêu khuyển thần thông* (2007)             | Shaolin Girl*** (2008), Mỹ nhân ngư*** (2016) |
| Từ Kiều                                                                               | Siêu khuyển thần thông* (2007)             | |
| Lâm Doãn                                                                              | Mỹ nhân ngư* (2016)                        | Tây du ký: Mối tình ngoại truyện 2 (2017)*** |
| Ngạc Tĩnh Văn                                                                         | Tân vua hài kịch*** (2019)                 | |
| *Vai diễn đầu tay **Vai phụ ***Phim do Châu đạo diễn, sản xuất, nhưng không diễn xuất |                                            | |